# Sarah Clark
Sarah Clark (Durham, 3 de enero de 1978) es una deportista británica que compitió en judo. Ganó tres medallas en el Campeonato Europeo de Judo entre los años 2004 y 2009.

## Palmarés internacional
| Campeonato Europeo | Campeonato Europeo  | Campeonato Europeo | Campeonato Europeo |
| Año                | Lugar               | Medalla            | Categoría          |
| ------------------ | ------------------- | ------------------ | ------------------ |
| 2004               | Bucarest (Rumania)  | Medalla de bronce  | –63 kg             |
| 2006               | Tampere (Finlandia) | Medalla de oro     | –63 kg             |
| 2009               | Tiflis (Georgia)    | Medalla de plata   | –57 kg             |